# 未払費用
未払費用（みはらいひよう、accrued expense）は、勘定科目の一つ。流動負債に区分される。「みばらいひよう」と呼ばれることもある。
未払費用は、決算時に、本来の営業取引以外の継続的な取引から生じる債務の当期分未払額を計上するための経過勘定である。本来の営業取引の債務を扱う「買掛金」や、本来の営業取引以外の非継続的な取引を扱う「未払金」と区別される。経過勘定なので、決算時に計上した未払費用は、翌期首に元の勘定科目に振戻仕訳を行う必要がある。

## 実務での未払費用と未払金の使い分け
企業会計原則では、本来の営業取引以外の取引のうち、継続的な取引は未払費用、非継続的な取引は未払金という定義になっているが（注解5 (3)未払費用）、実務では、債務が確定していないもの（請求書が来ていないもの）は未払費用、すでに債務が確定しているもの（請求書が来ているもの）は未払金という使い分けも行われている。

## 仕訳例
家賃、利息、地代、給料、賃金、保険料などで決算日までに支払期日が到来しないものの、当期分未払額を決算時に計上する。
（決算時）
| 借方            | 貸方            |
| --------------- | --------------- |
| 支払家賃 10,000 | 未払費用 10,000 |
（翌期首）
| 借方            | 貸方            |
| --------------- | --------------- |
| 未払費用 10,000 | 支払家賃 10,000 |